# Aleksiej Pawłow
Aleksiej Pawłowicz Pawłow (ros. Алексе́й Па́влович Па́влов, ur. 1905, zm. 1982) – radziecki dyplomata.

## Życiorys
Członek WKP(b), 1926 ukończył Leningradzki Uniwersytet Państwowy, a 1929 aspiranturę przy Moskiewskim Instytucie Sowieckiego Prawa, był kandydatem nauk prawniczych, później profesorem. 1939-1940 zastępca kierownika, a 1940-1945 kierownik Wydziału Prawniczego Ludowego Komisariatu Spraw Zagranicznych ZSRR, 1940-1946 członek Kolegium tego komisariatu, 1945 doradca polityczny Sojuszniczej Komisji Kontrolnej w Rumunii 1945-1946 kierownik Wydziału IV Europejskiego Ludowego Komisariatu Spraw Zagranicznych ZSRR. Od 12 lipca 1946 do 25 kwietnia 1950 ambasador nadzwyczajny i pełnomocny ZSRR w Belgii, jednocześnie od 12 lipca 1946 do 27 kwietnia 1950 ambasador nadzwyczajny i pełnomocny ZSRR w Luksemburgu, od 25 kwietnia 1950 do 7 lipca 1953 roku ambasador nadzwyczajny i pełnomocny ZSRR we Francji. Od lipca 1953 do 1956 zastępca kierownika Wydziału Państw Bliskiego i Środkowego Wschodu Ministerstwa Spraw Zagranicznych ZSRR, 1957-1961 kierownik Wydziału Państw Środkowego Wschodu MSZ ZSRR, od 23 października 1961 do 24 kwietnia 1965 stały przedstawiciel ZSRR przy ONZ ds. UNESCO.